# ファエンツァ手稿
ファエンツァ手稿（Codex Faenza）は、15世紀初頭イタリアで成立した、鍵盤音楽の最古の曲集である。ラヴェンナ近郊ファエンツァの Bibliothèque Communale に保存されている。

## 概要
2声部の52曲が収められている。14世紀末のフランス、イタリアの歌を編曲したものがほとんどを占める。原曲の作曲家としては、フランチェスコ・ランディーニ、ギヨーム・ド・マショー、ヤコボ・ダ・ボローニャらがいる。
原曲が失われて、この曲集でのみ伝わる曲もある。大半が世俗曲であるが、ミサ "Cunctipotens genitor Deus" のオルガン編曲も含まれており、これは旋律に会衆が後続して歌うことを意図して作られた現存最古の例である。alternatimと呼ばれるこのやり方はおそらく11世紀まで遡ることができ、19世紀まで守られていた。